# Barber Motor Truck Corporation
Die Barber Motor Truck Corporation war ein US-amerikanischer Nutzfahrzeughersteller. Der Markenname war Barber.
Das Unternehmen wurde 1917 in Brooklyn (New York City) gegründet. Einziges Produkt war eine ungewöhnliche Zugmaschine mit einer Zuglast von 12 t. Das Fahrzeug wurde von einem Buda-Vierzylindermotor angetrieben, die Kraftübertragung erfolgte zeittypisch mittels Schneckengetriebe (worm drive) auf die Hinterachse. Wegen der schmalen Spur von nur 24 Zoll (61 cm) war ein Differential entbehrlich. Der Barber war ein Frontlenker und kostete ab US$ 2500.
Bereits 1918 wurde die Produktion eingestellt.